# Azuraleurodicus pentarthrus
Azuraleurodicus pentarthrus is een halfvleugelig insect uit de familie witte vliegen (Aleyrodidae), onderfamilie Aleurodicinae.
De wetenschappelijke naam van deze soort is voor het eerst geldig gepubliceerd door Martin in Martin & Polaszek in 1999.